# Finale del campionato europeo maschile di calcio 2012
La finale del campionato europeo di calcio 2012 si tenne il 1º luglio 2012 Stadio Olimpico di Kiev, in Ucraina, tra le nazionali di Spagna e Italia. A vincere fu la nazionale spagnola, che si impose per 4-0 e conquistò il trofeo per la terza volta nella sua storia nonché la seconda consecutiva.

## Le squadre
| Squadra | Finali disputate in precedenza (il grassetto indica la vittoria) |
| ------- | ---------------------------------------------------------------- |
| Spagna  | 3 (1964, 1984, 2008)                                             |
| Italia  | 2 (1968, 2000)                                                   |

## Antefatti
Mentre la Spagna era reduce dalla conquista di due titoli, l'Europeo 2008 e il Mondiale 2010, l'Italia era invece stata affidata a Prandelli per una ricostruzione dopo la delusione ai Mondiali sudafricani. Entrambe le due formazioni capeggiarono il proprio girone di qualificazione da imbattute; l'Italia dominò il girone C davanti all'Estonia (che avrebbe perso poi agli spareggi), mentre la Spagna finì prima nel gruppo I superando la Rep. Ceca (che avrebbe invece superato i play-off e si sarebbe qualificata alla fase finale). 
Il 10 agosto 2011, nel debutto della stagione 2011-12, le due nazionali disputarono una amichevole al San Nicola di Bari, vinta per 2-1 dagli Azzurri che festeggiavano il primo anniversario della nuova gestione. A dicembre, il sorteggio per la fase finale pose le due squadre nel girone C, insieme a Croazia e Irlanda.

## Cammino verso la finale

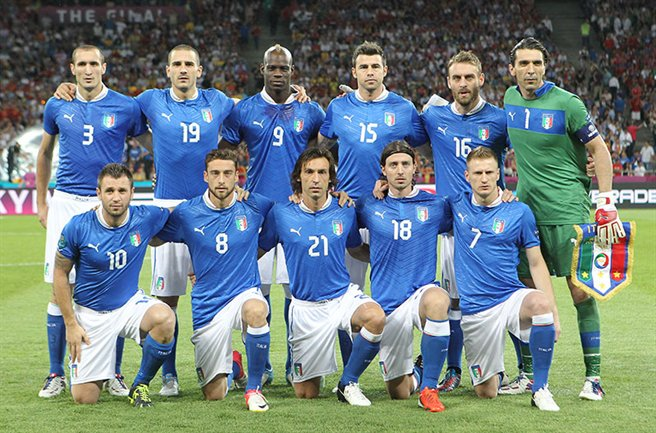
L'undici iniziale dell' nella finale.

Il 10 giugno, azzurri e iberici si sfidarono già nella fase a gironi: finì 1-1, con entrambi i gol nel secondo tempo, ad opera di Di Natale e Fabregas. 

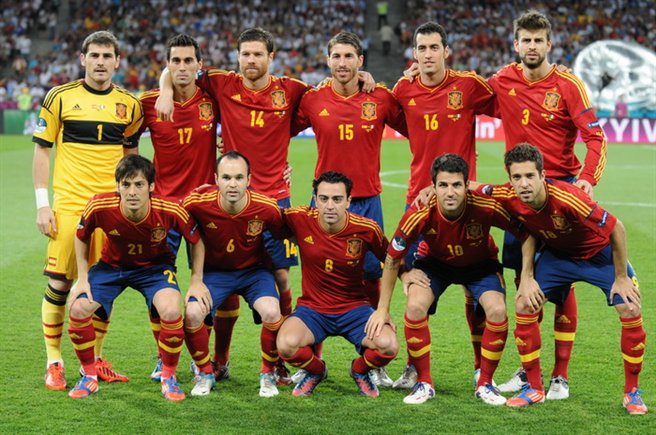
L'undici iniziale della nella finale.

I campioni del mondo in carica ottennero poi un 4-0 contro l'Irlanda e all'ultima giornata, con un pareggio contro la nazionale dei Balcani le Furie Rosse, avrebbero potuto estromettere i più ostici Azzurri, ma non fecero calcoli e vinsero 1-0, passando il girone da primi. Nei quarti gli spagnoli sconfissero per 2-0 la Francia. In semifinale toccò al Portogallo dove la formazione di Del Bosque si impose nel derby iberico dal dischetto per 4-2.
L'Italia nella seconda giornata ottenne un altro pareggio, sempre 1-1, contro la Croazia, ma grazie alla vittoria per 2-0 sull'Irlanda si qualificarono, come seconda, alla fase finale Ai quarti di finale l'Italia eliminò ai rigori l'Inghilterra., mentre in semifinale sconfisse 2-1 la Germania con una doppietta di Balotelli.
Per gli spagnoli fu la seconda finale europea consecutiva, la quarta in totale (dopo quella vinta nel 1964, quella persa nel 1984 e appunto quella vinta nel 2008), mentre per gli Azzurri fu la terza finale agli Europei dopo quella vinta nel 1968 contro la Jugoslavia e quella persa nel 2000 contro la Francia.

### Tabella riassuntiva del percorso
Note: In ogni risultato sottostante, il punteggio della finalista è menzionato per primo.
| Pos. | Squadra | Pt | G | V | N | P | GF | GS | DR |
| ---- | ------- | -- | - | - | - | - | -- | -- | -- |
| 1.   | Spagna  | 7  | 3 | 2 | 1 | 0 | 6  | 1  | +5 |
| 2.   | Italia  | 5  | 3 | 1 | 2 | 0 | 4  | 2  | +2 |
| 3.   | Croazia | 4  | 3 | 1 | 1 | 1 | 4  | 3  | +1 |
| 4.   | Irlanda | 0  | 3 | 0 | 0 | 3 | 1  | 9  | −8 |

| Pos. | Squadra | Pt | G | V | N | P | GF | GS | DR |
| ---- | ------- | -- | - | - | - | - | -- | -- | -- |
| 1.   | Spagna  | 7  | 3 | 2 | 1 | 0 | 6  | 1  | +5 |
| 2.   | Italia  | 5  | 3 | 1 | 2 | 0 | 4  | 2  | +2 |
| 3.   | Croazia | 4  | 3 | 1 | 1 | 1 | 4  | 3  | +1 |
| 4.   | Irlanda | 0  | 3 | 0 | 0 | 3 | 1  | 9  | −8 |

## Descrizione della partita

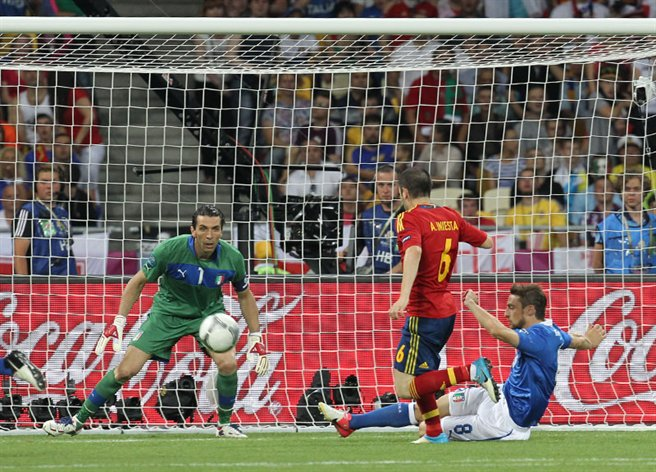
Andrés Iniesta tira verso Gianluigi Buffon contrastato in scivolata da Claudio Marchisio.

La rivincita ebbe così luogo nella capitale ucraina, a tre settimane dal confronto nei gironi. Già al 14' gli iberici passarono in vantaggio, con David Silva a segno di testa su cross di Fàbregas; al 41' giunse il raddoppio, con Jordi Alba che batté Buffon dopo uno scambio con Xavi. Nella ripresa l'Italia fronteggiò anche l'infortunio di Thiago Motta, avvenuto a cambi esauriti: la sua uscita dal campo lasciò la squadra in dieci dal 60'. La superiorità numerica si fece pesante nei minuti finali, quando la Spagna segnò ancora con Fernando Torres, da poco subentrato, e Juan Manuel Mata.
Il 4-0 rappresentò il maggior scarto di reti in una finale dell'Europeo.
La Spagna inoltre concluse il torneo con una sola rete subita, record per la squadra campione da quando ci sono i gironi.

## Tabellino
| Arbitro: | Proença |

|                                        |           |  |
| Silva 14’ Alba 41’ Torres 84’ Mata 88’ | Marcatori |  |

| Spagna | Italia |

| Spagna (4-3-3)     |    |                 |     |     |
|                    |    |                 |     |     |
| P                  | 1  | Iker Casillas   |     |     |
| D                  | 17 | Álvaro Arbeloa  |     |     |
| D                  | 3  | Gerard Piqué    | 25’ |     |
| D                  | 15 | Sergio Ramos    |     |     |
| D                  | 18 | Jordi Alba      |     |     |
| C                  | 8  | Xavi            |     |     |
| C                  | 16 | Sergio Busquets |     |     |
| C                  | 14 | Xabi Alonso     |     |     |
| C                  | 10 | Cesc Fàbregas   |     | 75’ |
| A                  | 21 | David Silva     |     | 59’ |
| A                  | 6  | Andrés Iniesta  |     | 87’ |
| Sostituzioni:      |    |                 |     |     |
| A                  | 7  | Pedro           |     | 59’ |
| A                  | 9  | Fernando Torres |     | 75’ |
| A                  | 13 | Juan Mata       |     | 87’ |
| CT:                |    |                 |     |     |
| Vicente del Bosque |    |                 |     |     |

| Italia (4-1-3-2) |    |                     |     |     |
|                  |    |                     |     |     |
| P                | 1  | Gianluigi Buffon    |     |     |
| D                | 7  | Ignazio Abate       |     |     |
| D                | 15 | Andrea Barzagli     | 45’ |     |
| D                | 19 | Leonardo Bonucci    |     |     |
| D                | 3  | Giorgio Chiellini   |     | 21’ |
| C                | 21 | Andrea Pirlo        |     |     |
| C                | 8  | Claudio Marchisio   |     |     |
| C                | 18 | Riccardo Montolivo  |     | 57’ |
| C                | 16 | Daniele De Rossi    |     |     |
| A                | 9  | Mario Balotelli     |     |     |
| A                | 10 | Antonio Cassano     |     | 46’ |
| Sostituzioni:    |    |                     |     |     |
| D                | 6  | Federico Balzaretti |     | 21’ |
| A                | 11 | Antonio Di Natale   |     | 46’ |
| C                | 5  | Thiago Motta        |     | 57’ |
| CT:              |    |                     |     |     |
| Cesare Prandelli |    |                     |     |     |

| Uomo partita Andrés Iniesta Assistenti arbitrali Bertino Miranda (Portogallo) Ricardo Santos (Portogallo) Quarto uomo Cüneyt Çakır (Turchia) Arbitro addizionale Jorge Sousa (Portogallo) Duarte Gomes (Portogallo) Arbitro di riserva Bahattin Duran (Turchia) |

## Statistiche
| Statistiche       | Spagna | Italia |
| ----------------- | ------ | ------ |
| Reti segnate      | 2      | 0      |
| Tiri totali       | 8      | 8      |
| Tiri in porta     | 5      | 5      |
| Possesso palla    | 48%    | 52%    |
| Calci d'angolo    | 1      | 3      |
| Falli commessi    | 6      | 4      |
| Fuorigioco        | 1      | 0      |
| Cartellini gialli | 1      | 1      |
| Cartellini rossi  | 0      | 0      |

| Statistiche       | Spagna | Italia |
| ----------------- | ------ | ------ |
| Reti segnate      | 2      | 0      |
| Tiri totali       | 6      | 3      |
| Tiri in porta     | 4      | 1      |
| Possesso palla    | 57 %   | 43%    |
| Calci d'angolo    | 2      | 0      |
| Falli commessi    | 11     | 6      |
| Fuorigioco        | 2      | 3      |
| Cartellini gialli | 0      | 0      |
| Cartellini rossi  | 0      | 0      |

| Statistiche      | Spagna | Italia |
| ---------------- | ------ | ------ |
| Reti segnate     | 4      | 0      |
| Tiri totali      | 14     | 11     |
| Tiri in porta    | 9      | 6      |
| Possesso palla   | 52%    | 48%    |
| Calci d'angolo   | 3      | 3      |
| Falli commessi   | 17     | 10     |
| Fuorigioco       | 3      | 3      |
| Cartelli gialli  | 1      | 1      |
| Cartellini rossi | 0      | 0      |